# Miroslav Mozetič
Miroslav Mozetič, slovenski politik, poslanec in pravnik, * 7. februar 1950.

## Življenjepis
Odraščal je v Taboru v spodnji Vipavski dolini. V Vipavi je obiskoval versko šolo v Vipavi (danes Škofijska gimnazija Vipava), ki pa v takratnem režimu ni bila uradno priznana, zato je lahko študij nadaljeval le na Teološki fakulteti v Ljubljani. Njegov študij je prekinilo služenje vojaškega roka, nadaljeval ga je na Pravni fakulteti, kjer je v 1970. letih diplomiral in kasneje, konec 1990. let, magistriral pod mentorstvom profesorja Igorja Kaučiča.
Konec 1980. let je vstopil v politiko kot soustanovitelj stranke Slovenskih krščanskih demokratov (SKD). Leta 1992 je bil na listi SKD izvoljen v 1. državni zbor Republike Slovenije; v tem mandatu je bil podpredsednik Državnega zbora Republike Slovenije in vodja poslanske skupine SKD. Bil je tudi član naslednjih delovnih teles:
- Mandatno-imunitetna komisija (predsednik; do 26. februarja 1993),
- Komisija za poslovnik (podpredsednik),
- Odbor za mednarodne odnose in
- Odbor za notranjo politiko in pravosodje.

Kasneje je postal sodnik Ustavnega sodišča RS in bil leta 2010 izvoljen za njegovega podpredsednika. Po podaljšanju mandata januarja 2013 je bil oktobra 2013 izvoljen za naslednika Ernesta Petriča na položaju predsednika sodišča.